# Jacek Skiba
Jacek Skiba (ur. 3 lipca 1958 w Warszawie) – polski aktor, prezenter.

## Życiorys
W 1984 ukończył studia na PWST w Warszawie. Od 1991 do 2017 prezenter prognozy pogody w Panoramie.
W czerwcu 2017 został zawieszony w pełnieniu obowiązków dla TVP przez dyrektora TAI w związku z postawieniem mu dziewięciu zarzutów prokuratorskich. Według Prokuratury Okręgowej w Warszawie (ogłoszenie z 24 maja 2017 roku) jako członek zarządu Śródmiejskiej Spółdzielni Mieszkaniowej w latach 2012–2014 razem z dziewięcioma innymi jej członkami dopuścił się niegospodarności oraz działania na szkodę majątkową spółdzielni (art. 296, par. 1 KK). W wyniku tych działań (m.in.: inwestycji w wieżowiec przy ulicy Grzybowskiej 9 w Warszawie) spółdzielnia upadła, a jej straty wyniosły blisko 40 mln zł. W 2022 za ten czyn został skazany na 2 lata pozbawienia wolności w zawieszeniu na 3 lata.

## Filmografia
- 1984 – 1944
- 1985 – Hamlet
- 1987 – Martwa natura
- 1988–1990 – W labiryncie jako Andrzej, syn pani Marii
- 1988 – Pogranicze w ogniu jako Oleńczyk, znajomy Madeja
- 1989 – Lawa jako Jacek w scenie więziennej
- 1989 – Diaboliada jako Smarkacz
- 1990 – Mów mi Rockefeller jako dziennikarz TV
- 1990 – Historia niemoralna jako Krzyś, syn żony ojca Ewy
- 2000 – Wielkie rzeczy